# ریچارد ماستراکیو
ریچارد ماستراکیو (به انگلیسی: Richard Alan "Rick" Mastracchio) فضانورد اهل ایالات متحده آمریکا است که در ۱۱ فوریهٔ ۱۹۶۰ میلادی در واتربوری، کنتیکت زاده شد. وی در مأموریت اس‌تی‌اس-۱۰۶، اس‌تی‌اس-۱۱۸، اس‌تی‌اس-۱۳۱ حضور داشته است.